# Cynapes
Cynapes là một chi nhện trong họ Salticidae.